# Aspergeversperring

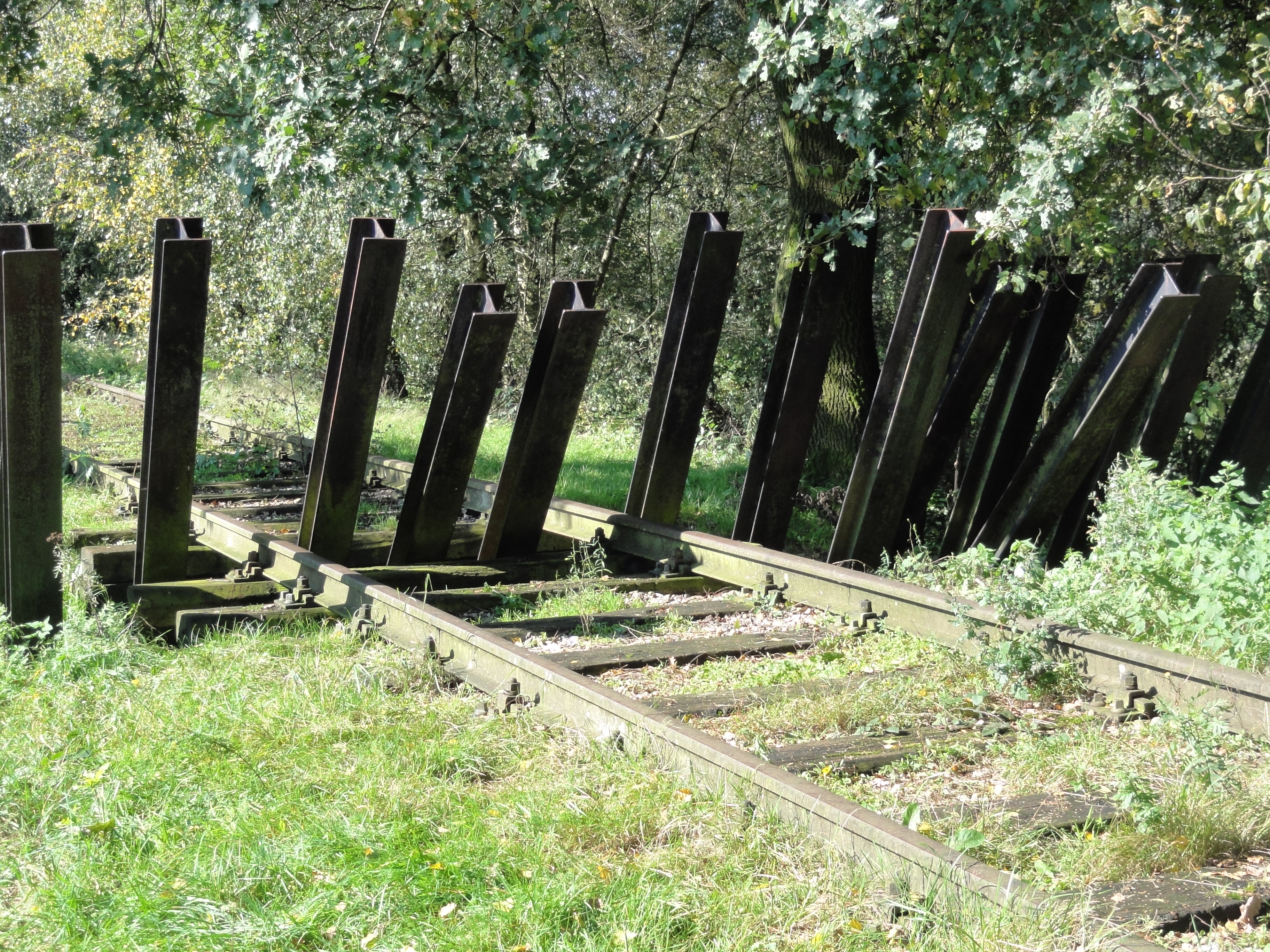
Aspergeversperring bij Mill, Noord-Brabant, die op 10 mei 1940 een Duitse trein deed ontsporen (sinds 2002 een rijksmonument) (2010)

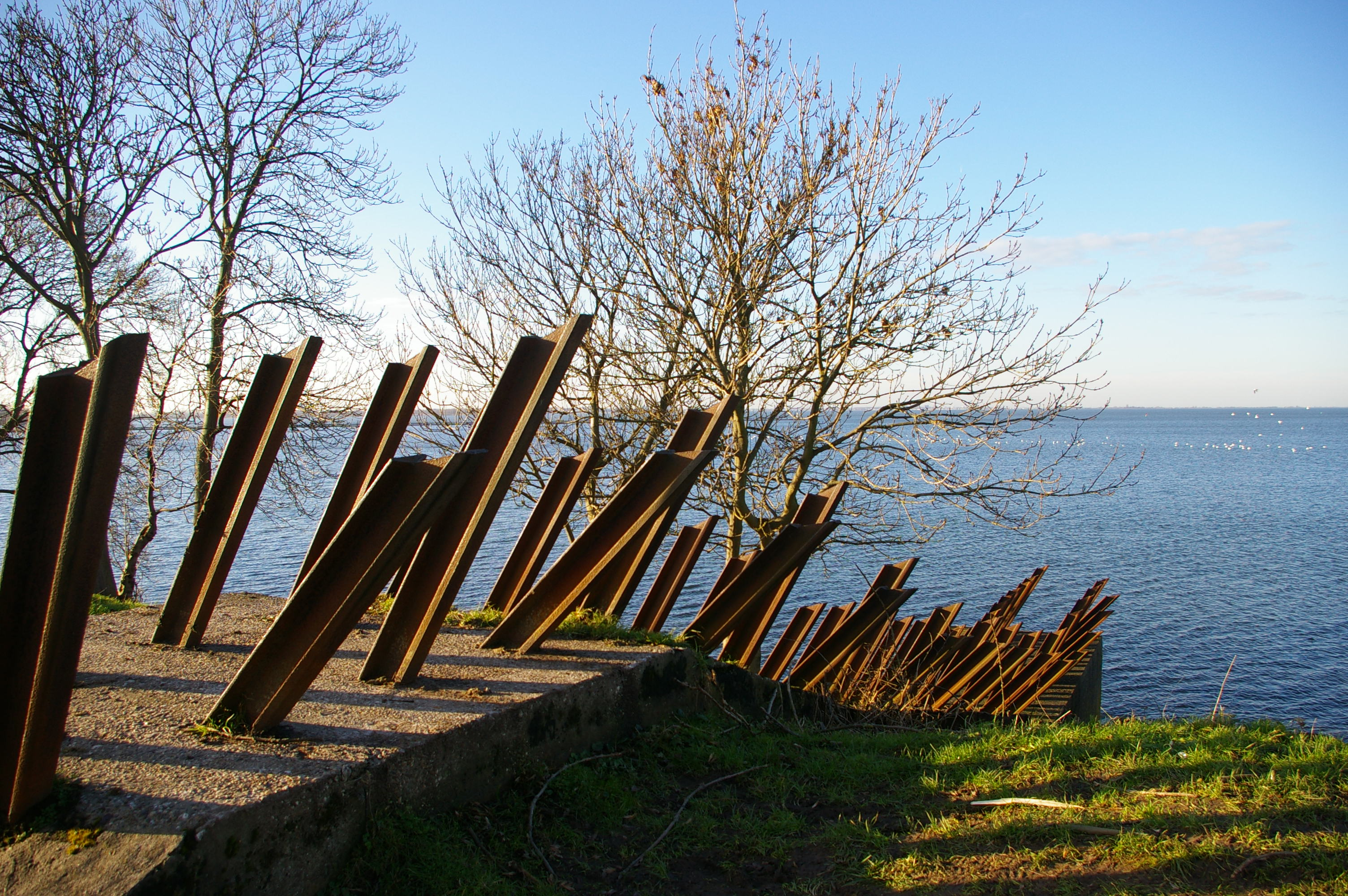
Aspergeversperring bij Muiden (2011)

Een aspergeversperring is de vooral in kringen van defensie en leger gebruikte benaming voor een bepaald soort tankversperring. In Nederland werden aspergeversperringen al in 1939 en 1940 toegepast. Later werden ze door de Duitsers veel toegepast bij de aanleg van de Atlantikwall in 1943. In het Duits worden ze Rommelspargel genoemd, naar veldmaarschalk Erwin Rommel. De bedoeling van de Duitsers met dit verdedigingswerk was met name om voertuigen die vanaf het water kwamen (amfibievoertuigen) tegen te houden. Aspergeversperringen werden ook onder water aangelegd, waarbij ze de scheepvaart vlak onder de kust bemoeilijkten.
Tevens werden dergelijke versperringen op bevel van de Duitse bezetter ook in Nederland toegepast in de periode 1943-1945 in het vlakke landsgedeelte, zoals de Zeeuwse polders. Dit gebeurde in de vorm van 6 meter hoge palen die om de 30 meter werden geplaatst, bedoeld als afweermiddel tegen eventuele “gliders”, zweefvliegtuigen van de geallieerden.

## Beschrijving
Een aantal palen of zuiltjes, veelal puntig, werd schuin naar voren op een rij in de grond gestoken en verhinderde de doorgang van pantser- of andere voertuigen. Als materiaal werden spoorrails, profielstalen balken of houten palen genomen. Soms werden deze ook nog in een betonnen sokkel gegoten, om te verhinderen dat de staven in rul zand snel zouden omvallen. De aspergeversperring kon ook snel als wegversperring worden aangelegd, maar was moeilijk weer te verwijderen wanneer weerhaken in de kokers waren uitgeklapt. Onder aan de punt van de asperge was vaak een landmijn bevestigd, zodat een voertuig dat ertegenaan reed niet alleen werd tegengehouden, maar ook beschadigd raakte of zelfs vernietigd werd. Ook bij het gebruik onder water werd soms een mijn geplaatst aan de bovenzijde, om landingsvaartuigen te beschadigen.

## Locaties in Nederland
Tijdens de mobilisatie, voorafgaand aan de Duitse inval in de Tweede Wereldoorlog, zijn door de Nederlandse krijgsmacht op veel plaatsen aspergeversperringen geplaatst, bijvoorbeeld in de Grebbelinie. De Schalmdijk moest worden afgesloten, omdat die toegang bood tot de voorposten op de slaperdijk (waartoe ook De Schalm en de Linie van Juffrouwwijk behoorden). Er is sprake van om de plaats tot oorlogsmonument te verklaren.
De meeste tankversperringen zijn inmiddels verwijderd uit het landschap. Waar ze niet in de weg lagen, zijn ze behouden, zoals in de voormalige Grebbelinie. In de duinen ziet men soms nog de betonnen platen met gaten erin liggen.
In Mill bevindt zich nabij de spoorbrug over het Defensiekanaal (Peel-Raamstelling) een gerestaureerde aspergeversperring; sinds 2002 een rijksmonument. Op deze versperring ontspoorde op 10 mei 1940 een Duitse trein.
In Weert is in 2018 de rotonde bij de Maaseikerweg gerenoveerd. Besloten werd om bij het leggen van het nieuwe asfalt de putdeksels van de aspergeversperring in de tunnel te handhaven.
In Nederweert is ook een aspergeversperring ontdekt.
In Lent werd op 5 augustus 2013 een tankversperring uit de Tweede Wereldoorlog gevonden tijdens graafwerkzaamheden. De constructie van staal en beton werd in kaart gebracht en vervolgens uitgegraven. De versperring werd aangetroffen in het talud ten noorden van de Waalbrug, net voorbij het Sergeant Robinsonviaduct over de Bemmelsedijk.